# Trescléoux
Trescléoux – miejscowość i gmina we Francji, w regionie Prowansja-Alpy-Lazurowe Wybrzeże, w departamencie Alpy Wysokie.
Według danych na rok 1990 gminę zamieszkiwały 263 osoby, a gęstość zaludnienia wynosiła 14 osób/km² (wśród 963 gmin regionu Prowansja-Alpy-W. Lazurowe Trescléoux plasuje się na 583. miejscu pod względem liczby ludności, natomiast pod względem powierzchni na miejscu 517.).